# Tellermine 42
Tellermine 42 (T.Mi.42) var en tysk metalindfattet panserværnsmine, som blev brugt under 2. Verdenskrig. Minen var en videreudvikling af Tellermine 35 med forbedret modstandsevne overfor eksplosioner. Den blev efterfulgt af den forenklede Tellermine 43.
Minen består af en rund presset stålindfatning med en stor trykplade i midten. Trykpladen er mindre end i den tidligere Tellermine 35, hvilket styrker minens modstandsevne overfor nære eksplosioner. To sekundære tændsatser (en på siden og en nedenunder) giver mulighed for lureminering (booby-trapping). Minen er udstyret med et bærehåndtag.  

## Specifikationer
- Højde: 102 mm
- Diameter: 324 mm
- Vægt: 9,1 kg
- Indhold af eksplosiver: 5,5 kg TNT
- Udløservægt: 100 til 180 kg